# Otto Bremer
Otto Bremer (* 22. November 1862 in Stralsund; † 8. August 1936 in Halle (Saale)) war ein deutscher Germanist und Phonetiker. Er lehrte von 1888 bis 1934 an der Universität Halle-Wittenberg und legte dort die Phonetische Sammlung an.

## Leben
Bremer war Sohn eines Buchhändlers. Er studierte nach dem Abitur am Gymnasium Stralsund von 1881 bis 1886 Deutsche Philologie und Vergleichende Sprachwissenschaften an der Universität Leipzig, Friedrich-Wilhelms-Universität Berlin (u. a. bei Karl Müllenhoff, Wilhelm Scherer) und Ruprecht-Karls-Universität Heidelberg (Karl Bartsch). Im Jahr 1885 promovierte er in Leipzig bei Eduard Sievers mit einer Arbeit über die Entwicklung des indogermanischen ē in den ältesten germanischen Sprachen zum Dr. phil. Seine Habilitation folgte 1888 – ebenfalls bei Sievers – an der Vereinigten Universität Halle-Wittenberg mit einer Arbeit zur amringisch-föhringischen Sprachlehre. Eine ausgeprägte Rivalität pflegte er mit seinem Hallenser Germanistenkollegen Konrad Burdach. Studienreisen zur Erforschung der nordfriesischen Sprachen führten Bremer zwischen 1886 und 1898 nach Amrum, Föhr, Nordfriesland, Helgoland, Wangerooge und „Neu-Wangerooge“ bei Varel. Von 1888 bis 1904 hatte er die Position eines Privatdozenten, 1898 wurde er zum Titularprofessor für Deutsche Philologie an der Universität Halle ernannt.
Von 1904 bis 1921 war er nichtbeamteter, außerordentlicher Professor für Phonetik und Allgemeine Sprachwissenschaft, 1919 kam das von ihm schon zuvor beschäftigende Fach Deutsche Mundartforschung hinzu. 1905 leitete er einen phonetischen Kurs im siebenbürgischen Hermannstadt. 1906 heiratete er Karoline Lange (geb. Brömmel). Mit ihr hatte er eine Tochter, zudem zwei Stiefkinder aus der ersten Ehe seiner Frau. Otto Bremer gründete 1910 die Phonetische Sammlung, die ab 1922 den Status einer selbstständigen Einrichtung der Universität Halle-Wittenberg hatte. Er betätigte sich auch als Sprachpfleger, von 1910 bis 1925 war er Vorsitzender des Zweigvereins Halle im Allgemeinen Deutschen Sprachverein (ADSV). In mehreren Schriften sprach er sich scharf gegen den Gebrauch englischer und französischer Fremdwörter in der deutschen Sprache aus.
Bremer hatte eine konservativ-patriotische Grundeinstellung. Während des Ersten Weltkriegs verfasste er im Auftrag des Generals Erich Ludendorff eine Denkschrift für eine neue Sprachpolitik in Litauen (Ober Ost). Er war Mitglied der Deutschen Vaterlandspartei, des Vereins für das Deutschtum im Ausland (VDA) und ab deren Gründung 1918 Mitglied der Deutschnationalen Volkspartei (DNVP). Nach Kriegsende war er in der hallischen Bürgerwehr aktiv. Vor der Volksabstimmung in Schleswig 1920 warb Bremer für die deutsche Seite und wurde von der Internationalen Kommission ausgewiesen. Ab 1921 war er beamteter, außerordentlicher Professor. 1928 wurde er zum Ordinarius ernannt und zugleich emeritiert. Als Emeritus lehrte er weiter und betreute seine Phonetische Sammlung. Wegen seiner jüdischen Herkunft stellte er seinen Unterricht 1934 ein. Im Jahr darauf wurden ihm die Lehrbefugnis und die Dienstbezeichnung entzogen.
Er starb an einer Krebserkrankung.

## Werk

Karte der deutschen Mundarten (1894)

Als Phonetiker interessierte sich Bremer besonders für die norddeutschen Dialekte, vor allem aber für den, bis 1930 noch auch auf Wangerooge und bis 1950 in Varel („Neu-Wangerooge“) gesprochenen Dialekt der Friesischen, das Wangerooger Friesisch. Er selbst bereiste die Insel, um Interviews mit Sprechern aufzunehmen. In den Jahren 1893 bis 1926 publizierte er die „Sammlung kurzer Grammatiken deutscher Mundarten“. Für die 14. und 15. Auflage von Brockhaus’ Konversations-Lexikon (1894 und 1929) erstellte er eine Darstellung der deutschen Mundarten und entwarf eine Mundartenkarte. Bremer stand mit seiner dialektologischen Arbeit in Konkurrenz zu Georg Wenker und seinem Projekt eines Deutschen Sprachatlas, über den er sich kritisch äußerte.
Als einer der ersten Phonetiker arbeitete Bremer mit Tonaufnahmen auf Phonographenwalzen, diese wurden später auf Schellackplatten überspielt und schließlich digitalisiert. Seine Phonetische Sammlung wurde nach Bremers Tod Richard Wittsack zur weiteren wissenschaftlichen Betreuung übertragen. 1947 wurde die Sammlung mit dem von Wittsack gegründeten Institut für Sprechkunde vereinigt, woraus das spätere Institut für Sprechwissenschaft und Phonetik der Universität Halle hervorging.

## Veröffentlichungen (Auswahl)
- Alte nordische Hausmarken von der Insel Föhr. In: Zeitschrift der Gesellschaft für Schleswig-Holsteinische Geschichte. Bd. 32 (1902), S. 473–480 (Digitalisat).

## Nachlass
Otto Bremers reichhaltige Nachlass-Bibliothek wurde 1938, zusammen mit der von Konrad Burdach, von der University of California, Berkeley erworben.